# Pure Instinct
| 전문가 평가                      | 전문가 평가 |
| 평가 점수                        | 평가 점수   |
| 출처                             | 점수        |
| -------------------------------- | ----------- |
| AllMusic                         | [ 1 ]       |
| Collector's Guide to Heavy Metal | 4/10        |
| Metal Hammer (GER)               | 5/7         |
| Rock Hard                        | 7.0/10      |
| Music Waves (FRA)                | 2/5         |

《Pure Instinct》는 1996년 5월 21일에 발매된 독일의 하드 록 밴드 스콜피언스의 열세 번째 스튜디오 음반이다. 비평가들은 이 음반이 너무 많은 발라드를 가지고 있고 하드 록이나 심지어 록도 충분하지 않다고 비판했다.
이 음반의 커버 아트는 이전의 몇몇 스콜피언스 음반과 마찬가지로 오리지널 커버의 나체로 인해 일부 발매를 위한 대체 커버로 대체되었다. 세션 음악가 쿠르트 크레스가 드럼을 연주하는 유일한 스콜피언스 음반이다. 그 음반은 비발라드보다 발라드가 더 많다. 〈You and I〉라는 노래는 어느 정도 인기를 얻었고 종종 스콜피언스 콘서트에서 연주되었다.

## 커버 아트
커버 아트에는 우리에 갇힌 벌거벗은 남자와 벌거벗은 여자의 모습이 담겨 있다. 여자도 손에 아기를 들고 있고 우리 왼쪽 구석에는 뒤에서만 보이는 또 다른 사람이 있다. 우리 주변에는 얼룩말, 호랑이, 캥거루와 같은 동물들이 우리 밖에 있다. 이 그림의 배경은 빨간색이 섞여 있고, 커버 오른쪽에는 대문자로 "Homo Sapiens"라고 쓰인 표지판도 있다. 이 커버는 미국에서 불타는 기타로 현재 테이프 사진을 본 또 다른 동기로 대체되었다.

## 곡 목록
| #   | 제목                              | 작사·작곡                                     | 재생 시간 |
| --- | --------------------------------- | --------------------------------------------- | --------- |
| 1.  | 〈Wild Child〉                    | 클라우스 마이네, 루돌프 쉥커                  | 4:19      |
| 2.  | 〈But the Best for You〉          | 마이네                                        | 5:26      |
| 3.  | 〈Does Anyone Know〉              | 마이네                                        | 6:03      |
| 4.  | 〈Stone in My Shoe〉              | 마이네, 쉥커                                  | 4:42      |
| 5.  | 〈Soul Behind the Face〉          | 마이네, 쉥커                                  | 4:01      |
| 6.  | 〈Oh Girl (I Wanna Be with You)〉 | 마이네, 쉥커                                  | 3:56      |
| 7.  | 〈When You Came into My Life〉    | 마이네, 쉥커, 티티에크 푸스파, 제임스 F. 순다 | 5:13      |
| 8.  | 〈Where the River Flows〉         | 마이네, 쉥커                                  | 4:16      |
| 9.  | 〈Time Will Call Your Name〉      | 마이네, 쉥커                                  | 3:21      |
| 10. | 〈You and I〉                     | 마이네                                        | 6:16      |
| 11. | 〈Are You the One?〉              | 마이네, 쉥커                                  | 3:15      |

## 인증
| 국가                                                  | 인증     | 판매량/출하량 |
| ----------------------------------------------------- | -------- | ------------- |
| 핀란드 (Musiikkituottajat)                            | 골드     | 25,000        |
| 프랑스 (SNEP)                                         | 골드     | 100,000*      |
| 독일 (BVMI)                                           | 골드     | 250,000^      |
| 타이                                                  | 플래티넘 | 50,000        |
| *판매량을 기반으로 한 인증 ^출하량을 기반으로 한 인증 |          |               |